# Mototopo e Autogatto
Mototopo e Autogatto (Motormouse and Autocat) anche conosciuta come Topomoto e Autogatto, è una serie televisiva animata prodotta dalla Hanna-Barbera nel 1969 e arrivata in Italia sul Programma Nazionale nel 1972, nell'ambito della TV dei Ragazzi.
Era un segmento composto da 34 episodi della durata di 7 minuti nella serie televisiva animata I gatti di Cattanooga, assieme a Al lupo! Al lupo! e a Il giro del mondo in 79 giorni.

## Trama
Mototopo vive nel garage del meccanico Autogatto, il quale inventa mezzi meccanici sempre più complessi, ma non riesce mai a raggiungere la piccola motocicletta del suo rivale.

## Elenco degli episodi
1. Mototopo & Autogatto al volante (Wheelin' and Dealin')
2. Un party troppo rumoroso (Party Crasher)
3. Mototopo va in vacanza (Water Sports)
4. Mototopo in un giro di prova (What's the Motor with You?)
5. Il più piccolo postino (Mini Messenger)
6. Lotta selvaggia al volante (Wild Wheelin' Wheels)
7. Al fuoco al fuoco (Soggy To Me)
8. Una gara imbarazzante (Crash Course)
9. Una motoretta super miscelata (Fueling Around)
10. Il cugino topo (Buzzin' Cousin)
11. Sulla neve (Snow-Go)
12. Per l'ultima volta (Hard Days Day)
13. Al topo al topo (Tally Ha Ha)
14. Formula magica (Hocus Focus)
15. Com'è bello lavorare (Kitty Kitty Bang Bang)
16. Una partita a golf (King Size Kaddy)
17. La caccia al topo (Catch as Cat Can)
18. Quel sonnambulo di Mototopo (Catnapping Mouse)
19. La vernice del futuro (Paint That Ain't)
20. Un tiro a segno da 10 dollari (I've Been Framed)
21. Love story per Mototopo (Match Making Mouse)
22. Il primo astronauta gatto (Electronic Brainstorm)
23. Quel gatto tutto muscoli e niente cervello (Brute Farce)
24. Un casco garantito per tutta la vita (Bouncing Buddies)
25. Lo zio texano di Autogatto (Ramblin Wreck from Texas)
26. Le mie nove vite (Two Car Mirage)
27. Alacazap (Alacazap)
28. La lampada di Autogatto (Geni and the Meany)
29. Ma chi è quel gatto pieno di lentiggini (Choo Choo Cheetah)
30. Una macchina spaventa fantasmi (The Fastest Mouse in the West)
31. Mototopo e il Motomicio (Cat Skill School)
32. Signorina permette che l'accompagni? (The Cool Cat Contest)
33. Luci! Azione! Si gira! (Lights! Action! Catastrophe!)
34. Posteggio Taxi Mototopo (Follow That Cat)

## Doppiaggio
Esistono due doppiaggi della serie animata: il primo fu realizzato nei primi anni settanta dalla Rai successivamente negli anni ottanta la serie fu ridoppiata dalla Mediaset ad eccezione dei primi sei episodi.
| Personaggio | Doppiatore originale | Doppiatore italiano (doppiaggio storico Rai 1972) | Doppiatore italiano (ridoppiaggio Mediaset anni ottanta) |
| ----------- | -------------------- | ------------------------------------------------- | -------------------------------------------------------- |
| Mototopo    | Dick Curtis          | Flora Carosello                                   | Flora Carosello                                          |
| Autogatto   | Marty Ingels         | Gianni Marzocchi                                  | Vittorio Stagni                                          |